# Pariah (Film)
Pariah ist ein US-amerikanisches Arthouse-Drama von Dee Rees, das am 20. Januar 2011 auf dem Sundance Film Festival seine Premiere feierte und ab dem 28. Dezember desselben Jahres in limitierten amerikanischen Kinos veröffentlicht wurde. Der Film, der auf dem gleichnamigen Kurzfilm der Regisseurin basiert, handelt von einer Jugendlichen, die beginnt, ihre Homosexualität zu akzeptieren. Die Produktion wurde nicht in deutschen Kinos gezeigt, war aber am 27. Februar 2013 erstmals im Fernsehen zu sehen.

## Handlung
Alike, eine 17-jährige Afroamerikanerin, lebt mit ihren Eltern Arthur und Audrey in New York. Sie verbringt viel Zeit mit ihrer offen lesbischen Freundin Laura, die beiden suchen zusammen regelmäßig die Clubs der Großstadt auf. Alike merkt langsam, dass sie sich ebenfalls zu Frauen hingezogen fühlt. Sie ist eher maskulin, also eine sogenannte Butch, und trägt deswegen gerne weite Kleidung und Männerunterwäsche. Audrey missfällt sowohl die Kleiderwahl ihrer Tochter als auch deren Freundschaft zu Laura. Weil sie die Homosexualität ihrer Tochter erahnt, zwingt Audrey Alike, feminine Kleider zu tragen und sich mit Bina anzufreunden, die sie aus der Kirche kennt. Zu ihrem Vater, der als Polizist arbeitet, hat Alike ein besseres Verhältnis, da er ihren Kleidungsstil und ihre Freundschaft zu Laura im Gegensatz zu seiner Ehefrau lockerer sieht.
Alike beginnt, Gefühle für Bina zu entwickeln und verbringt mehr Zeit mit ihr als mit Laura, was letztere offen verärgert. Bei ihr zu Hause bahnen sich ebenfalls Probleme an: Ihre Eltern streiten sich oft, da Arthur regelmäßig spät von seiner Arbeit heimkommt. Arthur macht sich, was seiner Frau missfällt, zudem keine Gedanken über seine Tochter und behauptet, sie durchlebe nur eine Phase. Er verteidigt Alike vor seiner Ehefrau, rät ihr aber, eine bestimmte Gegend zu meiden, in der sich eine Lesbenbar befindet, diese sei nämlich nicht sicher.
Nach einem gemeinsamen Besuch eines Alternative-Rock-Konzerts begleitet Alike Bina nach Hause. Als die beiden in Binas Zimmer sind, beginnt diese, Alike zu streicheln und zu küssen. Zwar ziert sich Alike zuerst, da sie vorher keinen derartigen Erfahrungen gemacht hat, nach einer Weile erwidert sie Binas Zärtlichkeiten und übernachtet bei ihrer Freundin. Morgens fragt Alike Bina, in welche Richtung sich ihre Beziehung entwickeln solle. Bina erwidert, dass es keine Beziehung gebe, sie sei „nicht wirklich lesbisch“, ihre Avancen seien nur von spielerischer Natur gewesen. Als sie Alike bittet, niemandem von ihrer Begegnung im Zimmer zu erzählen, geht Alike aufgebracht nach Hause und weint dort stundenlang.
Währenddessen streiten sich ihre Eltern wegen Alikes Verhalten. Als Alike dies mitbekommt, will sie eingreifen, obwohl ihre jüngere Schwester Sharonda ihr davon abrät. Als sie sich Audrey und Arthur gegenüber outet, wird ihre Mutter wütend und schlägt sie, Arthur kann schließlich verhindern, dass Alike schlimmer verletzt wird. Alike flüchtet sich zu Laura, die sie tröstet, die beiden versöhnen sich wieder. Während Audrey so tut, als hätte der Vorfall nie stattgefunden, geht Arthur zu Lauras Haus. Er entschuldigt sich für das Verhalten seiner Ehefrau und versucht, Alike davon zu überzeugen, wieder nach Hause zu kommen, dort würden sich „die Dinge bald ändern“. Sie lehnt dies ab und eröffnet ihm, dass sie einen Umzug nach Kalifornien plant, um dort das College zu besuchen, sie sagt ihm auch, dass sie nicht weglaufe, sondern eine Entscheidung treffe.
Vor ihre Abreise möchte sich Alike auch mit Audrey versöhnen. Diese kann ihre Tochter jedoch nicht akzeptieren und sagt ihr, dass sie für sie beten werde. Während Alike Richtung Westen fährt, liest sie ein von ihr selbst verfasstes Gedicht, dieses handelt davon, nicht wegzulaufen, sondern sich zu entscheiden.

## Produktion
Pariah war zunächst ein Kurzfilm und Rees’ Abschlussarbeit an der Filmhochschule. Im Jahr 2007 wurde dieser veröffentlicht und erhielt mehrheitlich positive Kritiken. Rees entschloss sich daraufhin, Pariah in einen Spielfilm umzuschreiben. Die Finanzierung der Produktion gestaltete sich zunächst schwierig, allerdings konnte sie schließlich mehrere Geldgeber gewinnen, unter anderem Spike Lee, für den sie während ihrer Studienzeit als Praktikantin arbeitete und der den Film als Executive Producer mitfinanzierte.
Der Film wurde am 20. Januar 2011 im Rahmen des Sundance Film Festival uraufgeführt. Am 12. September 2011 war er auf dem Toronto International Film Festival zu sehen, bevor er am 28. Dezember 2011 in einige ausgewählte US-amerikanische Kinos kam. Schließlich wurde er auch am 7. Januar 2012 auf dem Palm Springs International Film Festival gezeigt. In Deutschland wurde der Film weder in den Kinos noch auf DVD veröffentlicht, wurde dafür aber am 27. Februar 2013 zum ersten Mal im Fernsehen ausgestrahlt.
Pariah ist laut Rees zum Teil autobiographisch, da ihre Eltern negativ auf ihr Coming-out reagierten. In einem Interview am Coming Out Day 2011 berichtete Rees, dass sie ihr mehrere E-Mails, Postkarten und Bibelverse schickten, in denen sie ihre Haltung gegenüber der Sexualität ihrer Tochter verdeutlichten.

## Rezeption

### Altersfreigabe
In den USA bekam der Film ein R-Rating, also eine Freigabe ab 17 Jahren.

### Kritiken
Auf Rotten Tomatoes bewerteten 94 Prozent der Kritiker Pariah positiv, die durchschnittliche Kritikerbewertung liegt bei 7,8 von zehn Punkten. Die Nutzer bewerteten ihn mit 82 Prozent ebenfalls positiv, hier liegt die Durchschnittswertung bei 3,9 von fünf Punkten.
A. O. Scott von der The New York Times lobte das Spiel der Hauptdarstellerin und Newcomerin Adepero Oduye als „Nervenkitzel der Entdeckung“, zudem wolle Pariah zwar zum Nachdenken anregen und eine Botschaft übermitteln, vor allem aber ein „individuelles, bedeutungsvolles und emotionales Universum“ erschaffen.
Lisa Schwartzman, eine Redakteurin der Zeitschrift Entertainment Weekly, meinte, durch ihr „furchtloses und markantes“ Debüt verdeutliche Dee Rees mit „Einfachheit und Elan, dass es für Authentizität keinen Ersatz“ gebe.
Im Journal of Lesbian Studies verglich Nancy Kang den Film mit den Werken von Audre Lorde, vor allem mit deren Autobiografie Zami: a New Spelling of my name. Beide seien Beispiele für die wenigen Werke, in denen von den Erfahrungen von jungen, lesbischen Afroamerikanerinnen authentisch und mit Tiefgang berichtet werde.
Auf einer Liste der 102 besten lesbischen Filme des Webmagazins AutoStraddle, das sich an LGBT-Frauen richtet, belegte Pariah den sechsten Platz.

## Auszeichnungen
Im Jahr 2011 gewann Dee Rees einen Gotham Award in der Kategorie Breakthrough Director, im selben Jahr erhielt der Film selbst den Freedom of Expression Award des National Board of Review, zudem wurde Bradford Young auf dem Sundance Film Festival als bester Kameramann ausgezeichnet. Im Jahr 2012 gewann Adepero Oduye den Black Reel Award in der Kategorie Best Breakthrough Performance. Im selben Jahr erhielt Pariah den John Cassavetes Award bei den Independent Spirit Awards, der Film gewann zudem einen GLAAD Media Award in der Kategorie Outstanding Film – Limited Release sowie einen Image Award als Outstanding Independent Motion Picture. 2022 erfolgte die Aufnahme in das National Film Registry.

## Synchronisation
| Rolle    | Darsteller      | Synchronsprecher   |
| -------- | --------------- | ------------------ |
| Alike    | Adepero Oduye   | Malika Bayerwaltes |
| Bina     | Aasha Davis     |                    |
| Arthur   | Charles Parnell | Torben Liebrecht   |
| Audrey   | Kim Wayans      | Susanne von Medvey |
| Laura    | Pernell Walker  | Sophie Rogall      |
| Sharonda | Sahra Mellesse  | Kathrin Hanak      |